# Jasienica (województwo lubuskie)
Jasienica (niem. Jeßnitz, łuż. Jaseńca) – wieś w Polsce położona w województwie lubuskim, w powiecie żarskim, w gminie Brody.
Przez wieś przebiega droga wojewódzka 285.
W latach 1975–1998 miejscowość administracyjnie należała do województwa zielonogórskiego.
Połączona we wcześniejszym okresie z majątkiem wieś ślepych uliczek po raz pierwszy była nadmieniona w dokumentach w 1452 roku pod niemiecką nazwą Jessenitz. Ówczesna zabudowa wsi jest obecnie częściowo zachowana. W latach siedemdziesiątych został zburzony zamek, a zachowany został jedynie zbudowany w XIX wieku w stylu klasycystycznym dziedziniec i park z wieku XVIII. Park został w wieku XIX powiększony i obecnie wyróżnia się różnorodnością zagajników, częściowo o charakterze chronionym.

## Zabytki
Do wojewódzkiego rejestru zabytków wpisany jest:
- zespół dworski, z XVIII wieku/XIX wieku:
  - dwór z XIX wieku
  - park.